# Обітниця
Обі́тниця, обіт, обіти — обіцянка або зобов'язання, переважно релігійного характеру, як то зробити який-небудь подвиг, справу милосердя або благочестя.
1. Обіцянка (іврит. «neder» — обіцянка, або "щось обіцяне"). Обітниця містить обіцянки щось зробити чи пожертвувати Богові в подяку за Його відповідь або благословення від Нього: обіти Якова, Їфтаха, Анни і Авесалома.
2. Обітниця стриманості (іврит. «'esar» — зарік, відмова або утримання від чого-небудь) полягає в обіцянці утриматися від чого-небудь. Яскравими біблійними прикладами такої обітниці слугують зарік від шлюбу і обітниця посвячення:
- Зарік від одруження: Біблія, Старий Завіт, Книга Числа 30:4 «… Якщо жінка дасть обітницю Господеві й покладе на себе зарока в домі свого батька в своїй молодості …»
- Обітниця посвячення. Ця обітниця полягає, серед іншого, у повному утриманні від алкогольних напоїв, утриманні від стрижки волосся і від дотику до останків померлого. Закон про посвячення докладно описаний у біблійній Книзі Чисел (6:1-21).

3. Обітниця закляття (іврит. «herem», або араб. «Haram» — закляття або прокляття). Це поняття означає річ або живу істоту, або якусь кількість таких речей, істот (включно з людьми), що перебувають під прокляттям або закляттям, до яких до зняття закляття (або протягом певного часу) під загрозою покарання або смерті ніхто не може торкатися, крім Бога. Харам як релігійна заборона на заподіяння шкоди або на спілкування з людиною з якої-небудь причини декілька разів згадується в Корані.

І оголосили в Юдеї та в Єрусалимі до всіх поверненців, щоб зібратися до Єрусалиму, а хто не прийде до трьох день, увесь маєток того, за порадою зверхників та старших, буде зроблений закляттям, а він буде відлучений від громади поверненців ".
— Біблія, Старий Заповіт, Книга пророка Езри, 10:7-8
Сутність обітниць, як духовних практик в індійській культурі, в обмеженні якогось прояву своєї природи, тим самим накопичити і підсилити певні внутрішні енергії, що дозволить актуалізувати їх, а потім поставити під свідомий контроль.
«Як тільки приходить імпульс щось зробити - зупинись.» Виджнана Бхайрава Тантра
Обіти, позитивно визначаюча форма поведінки людини, сприяють накопиченню енергії, актуалізуванню внутрішніх проблем та їх вирішенню. Чем більше триває обітниця тим більш, глибокі внутрішні проблеми розкриваються.